# 小行星1296
小行星1296（1296 Andrée）是一颗绕太阳运转的小行星，为主小行星带小行星。该小行星于1933年11月25日发现。
該小行星以發現者路易·博耶的姪女安德麗（Andrée）命名。

## 轨道参数
小行星1296的轨道半长轴为2.4188993 UA，离心率为0.142。